# Criminal (píseň, Britney Spears)
„Criminal“ je píseň americké zpěvačky Britney Spears. Jedná se o její čtvrtý a zároveň poslední singl z jejího sedmého studiového alba Femme Fatale. K písni byl vytvořen i videoklip, kde si zahrál její tehdejší přítel Jason Trawick. V klipu se zamiluje do kriminálníka (Jasona) a pomáhá mu vykrádat obchody i banky jako novodobí Bonnie a Clyde. Policie je nakonec najde v jejích doupěti, které následně vystřílí. Oni jim však uniknou. Klip režíroval Chris Marrs Piliero, který s ní natočil i její předcházející klip k písni I Wanna Go. Píseň i klip získaly od kritiků celkem kladné hodnocení.[zdroj?]